# Деревушка (Башкортостан)
Деревушка (Маленькая деревня) — ликвидированный населённый пункт Малоустьикинского сельсовета в Мечетлинском районе Башкортостана. Деревушка прекратила своё существование в конце 1939 — начале 1940 года, войдя в состав села Малоустьикинское. Родившихся в Деревушке в графе «Место рождения» записывали село Малоустьикинское.

## География
Находится в северо-восточной части региона, в нижнем течении реки Ик, в пределах Приайской увалисто-волнистой равнины.
Деревушка состояла из одной улицы с двумя десятками домов.

### Географическое положение
Расстояние до:
- районного центра (Большеустьикинское): 5 км,
- ближайшей ж/д станции (Красноуфимск): 113 км.

### Климат
Характеризуется достаточно тёплым и влажным умеренно континентальным климатом.

## Население
Проживали: Петров Д., Томилова (Петрова) А. Д., Копытов С., семья Андриевских и др. Население в 1939 г. составляло 13 человек.

## Инфраструктура
Жители занимались растениеводством, животноводством. Основная часть жителей была в батраках у богатых Кузьминых, имевших свою мельницу и большое поголовье скота.
В Деревушке имелась кузница.